# Giáp Bát
Giáp Bát là một phường thuộc quận Hoàng Mai, thành phố Hà Nội, Việt Nam.
Phường Giáp Bát có diện tích 0,59 km², dân số năm 2022 là 17.205 người, mật độ dân số đạt 29.161 người/km².